# Reversiones: Siempre es hoy
Reversiones: Siempre es hoy es un álbum de Gustavo Cerati editado en el año 2003 en CD y luego en 2004 en vinilo. El disco es un compilado de remixes, el primer álbum de este tipo que ha editado como solista. El álbum incluye versiones remixadas de canciones de su disco Siempre es hoy de 2002, los cuales fueron realizados por productores de distintos países. 
Dos de los remixes incluidos en los lanzamientos («Amo Dejarte Así» por Daniel Montenegro y «Cosas Imposibles» por Digi & Gabo) fueron añadidas como resultado de un concurso organizado por Cerati en el 2003. Amo Dejarte Así fue incluido en la versión de CD y Cosas Imposibles en el lanzamiento en vinilo.

## Lista de canciones
| Disco 1 |                                  |                                              |          |  |
| N.º     | Título                           | Escritor(es)                                 | Duración |  |
| 1.      | «Karaoke» (Capri)                | Gustavo Cerati                               | 5:05     |  |
| 2.      | «Altar» (DJ Orange + 160)        | Cerati, Flavio Etcheto, Camilo Castaldi Lora | 6:16     |  |
| 3.      | «Casa» (Leandro Fresco + Gus)    | Cerati, Etcheto                              | 5:00     |  |
| 4.      | «Sudestada» (Gustavo Lamas)      | Cerati                                       | 4:41     |  |
| 5.      | «Sulky» (Wechsel Garland)        | Cerati                                       | 4:13     |  |
| 6.      | «Sulky» (Emisor)                 | Cerati                                       | 5:54     |  |
| 7.      | «No Te Creo» (Pura)              | Cerati                                       | 6:25     |  |
| 8.      | «Vivo» (Gustavo Cerati)          | Cerati                                       | 5:46     |  |
| 9.      | «Tu Cicatriz en Mí» (Miranda!)   | Cerati                                       | 3:52     |  |
| 10.     | «Tu Cicatriz en Mí» (Leo García) | Cerati                                       | 7:13     |  |
| 54:25   |                                  |                                              |          |  |

| Disco 2 |                                       |                 |          |  |
| N.º     | Título                                | Escritor(es)    | Duración |  |
| 1.      | «No Te Creo» (Chord)                  | Cerati          | 3:54     |  |
| 2.      | «Casa» (Kinky)                        | Cerati, Etcheto | 4:27     |  |
| 3.      | «Sudestada» (Adicta)                  | Cerati          | 3:19     |  |
| 4.      | «Tu Cicatriz en Mí» (Zucker + Gus)    | Cerati          | 3:53     |  |
| 5.      | «Camuflaje» (Senking)                 | Cerati          | 5:33     |  |
| 6.      | «Amo Dejarte Así» (Canu)              | Cerati          | 5:32     |  |
| 7.      | «Sulky» (Bostich-Nortec)              | Cerati          | 4:06     |  |
| 8.      | «Camuflaje» (Christian & Powditch)    | Cerati          | 5:48     |  |
| 9.      | «Amo dejarte así» (Daniel Montenegro) | Cerati          | 3:57     |  |
| 10.     | «Fantasma» (Leandro Fresco)           | Cerati, Etcheto | 4:30     |  |
| 44:59   |                                       |                 |          |  |

## Reversiones: Siempre Es Hoy (edición en vinilo)
El material incluye cuatro temas de Reversiones: Siempre es Hoy en una edición limitada. La placa contiene versiones remezcladas por artistas de Argentina, México, Chile y Alemania. «Cosas imposibles» a cargo de Digi & Gabo (único tema que no aparece en el CD doble de 2003), «Karaoke» por Capri, «Casa» por Leandro Fresco y Gustavo Cerati, y «No te creo» por Pura. En 2021 se hizo una reedición de edición limitada en Argentina.

### Lista de canciones
| N.º   | Título                           | Escritor(es)           | Duración |  |
| 1.    | «Karaoke» (Capri)                | Gustavo Cerati         | 5:05     |  |
| 2.    | «Casa» (Leandro Fresco + Gus)    | Cerati, Flavio Etcheto | 5:00     |  |
| 3.    | «No Te Creo» (Pura)              | Cerati                 | 6:25     |  |
| 4.    | «Cosas Imposibles» (Digi & Gabo) | Cerati, Etcheto        | 6:11     |  |
| 22:41 |                                  |                        |          |  |

## Ficha técnica
- Gustavo Cerati: Edición y producción
- Diego Lucente: Coordinador de producción
- Flavio Etcheto: Edición
- Eduardo Bergallo: Mastering
- Punga visual consorcio: Arte de tapa
- Germán Sáez: Webmaster

## Premios y nominaciones
- 2004 | Premio Buenos Aliens | Mejor CD "Reversiones: Siempre es hoy".